# Milenge
Milenge – miasto w Prowincji Luapula w północnej Zambii.
W 2010 roku zamieszkiwane było przez 43 337 tys. mieszkańców.